# Pescopennataro
Pescopennataro ist eine italienische Gemeinde (comune) in der Provinz Isernia in der Region Molise im Apennin mit 229 Einwohnern (Stand 31. Dezember 2023). Die Gemeinde liegt etwa 32 Kilometer nordnordöstlich von Isernia und grenzt unmittelbar an die Provinz Chieti (Abruzzen). Der historische Name der 571 durch die Langobarden gegründeten Gemeinde lautet Castrum Peschi Pignatari. 2012 kam der Weihnachtsbaum auf dem Petersplatz aus Pescopennataro.